# CF Brăila în sezonul 1993-1994
Sezonul 1993-1994  reprezintă ultimul sezon pentru Dacia Unirea Brăila în Liga I, echipa retrogradează la finalul sezonului.

## Echipă
| Nr. |         | Poziție | Jucător             |
| --- | ------- | ------- | ------------------- |
| 1   | România | P       | Constantin Brătianu |
| 12  | România | P       | Cătălin Hăisan      |
| -   | România | P       | Ștefan Nicoloff     |
| -   | România | F       | Vasile Apachiței    |
| 6   | România | F       | Vasile Darie        |
| 3   | România | F       | Vasile Brătianu     |
| 2   | România | F       | Adrian Baldovin     |
| 4   | România | F       | Sandu Minciu        |
| 5   | România | F       | Tudorel Pelin       |
| -   | România | F       | Gabriel Baciu       |
| -   | România | M       | Ovidiu Ciobanu      |
| -   | România | M       | Marian Brăguță      |
| -   | România | M       | Ion Gigi            |
| -   | România | M       | Marin Petrache      |
| -   | România | M       | Dorin Zainea        |
| -   | România | M       | Dorin Mardale       |
| -   | România | M       | Lucian Măstăcan     |
| -   | România | M       | Marian Ene          |
| -   | România | A       | Gheorghe Cruți      |
| -   | România | A       | Remus Safta         |
| -   | România | A       | Nicu Marcadonatu    |
| -   | România | A       | Sorin Henzel        |
| -   | România | A       | Cătălin Popa        |
| 7   | România | A       | Vasile Matincă      |

## Transferuri

### Sosiri
| Post | Jucător          | De la echipa          | Sumă de transfer  | Dată |  | ---- |
| ---- | ---------------- | --------------------- | ----------------- | ---- |  | ---- |
| A    | Nicu Marcadonatu | Oțelul Galați         | liber de contract | -    |  |      |
| A    | Sorin Henzel     | Jiul Petroșani        | liber de contract | -    |  |      |
| A    | Remus Safta      | Steaua Mizil          | liber de contract | -    |  |      |
| M    | Ion Gigi         | Ceahlăul Piatra Neamț | liber de contract | -    |  |      |
| F    | Vasile Apachiței | Gloria Buzău          | liber de contract | -    |  |      |
| M    | Dorin Zainea     | Petrolul Brăila       | liber de contract | -    |  |      |
| M    | Dorin Mardale    | Petrolul Brăila       | liber de contract | -    |  |      |
| M    | Marian Ene       | Unirea Slobozia       | liber de contract | -    |  |      |

### Plecări
| Post | Jucător           | De la echipa          | Sumă de transfer  | Dată |  | ---- |
| ---- | ----------------- | --------------------- | ----------------- | ---- |  | ---- |
| A    | Marius Șumudică   | Corvinul Hunedoara    | liber de contract | -    |  |      |
| A    | Constantin Luca   | Samsunspor            | liber de contract | -    |  |      |
| M    | Gheorghe Negoiță  | Gaz Metan Mediaș      | liber de contract | -    |  |      |
| F    | Gheorghe Burleanu | Ceahlăul Piatra Neamț | liber de contract | -    |  |      |
| A    | Arben Minga       | Acvila Giurgiu        | liber de contract | -    |  |      |
| F    | Florin Cujbă      | Gloria CFR Galați     | liber de contract | -    |  |      |
| A    | Romeo Dochia      | Poiana Câmpina        | liber de contract | -    |  |      |

## Seria I

### Rezultate
| Victorii | Egaluri | Înfrângeri | Cea mai mare victorie | Cea mai mare înfrangere |

### Sezon intern
| 1  | Dacia Unirea Brăila   | FC Brașov             |  | 0-0 |
| 2  | Gloria Bistrița       | Dacia Unirea Brăila   |  | 3-0 |
| 3  | Dacia Unirea Brăila   | Oțelul Galați         |  | 1-0 |
| 4  | Petrolul Ploiești     | Dacia Unirea Brăila   |  | 1-0 |
| 5  | Dacia Unirea Brăila   | Progresul București   |  | 4-0 |
| 6  | Rapid București       | Dacia Unirea Brăila   |  | 0-0 |
| 7  | Dacia Unirea Brăila   | Universitatea Craiova |  | 1-1 |
| 8  | Politehnica Timișoara | Dacia Unirea Brăila   |  | 2-1 |
| 9  | Dacia Unirea Brăila   | Universitatea Cluj    |  | 0-0 |
| 10 | Ceahlăul Piatra Neamț | Dacia Unirea Brăila   |  | 4-2 |
| 11 | Dacia Unirea Brăila   | UTA Arad              |  | 2-0 |
| 12 | Inter Sibiu           | Dacia Unirea Brăila   |  | 2-0 |
| 13 | Dacia Unirea Brăila   | Sportul Studențesc    |  | 2-1 |
| 14 | Dacia Unirea Brăila   | Farul Constanța       |  | 1-0 |
| 15 | Dinamo București      | Dacia Unirea Brăila   |  | 2-0 |
| 16 | Dacia Unirea Brăila   | Electroputere Craiova |  | 3-0 |
| 17 | Steaua București      | Dacia Unirea Brăila   |  | 2-0 |
| 18 | FC Brașov             | Dacia Unirea Brăila   |  | 2-0 |
| 19 | Dacia Unirea Brăila   | Gloria Bistrița       |  | 2-4 |
| 20 | Oțelul Galați         | Dacia Unirea Brăila   |  | 4-3 |
| 21 | Dacia Unirea Brăila   | Petrolul Ploiești     |  | 2-1 |
| 22 | Progresul București   | Dacia Unirea Brăila   |  | 2-1 |
| 23 | Dacia Unirea Brăila   | Rapid București       |  | 0-0 |
| 24 | Universitatea Craiova | Dacia Unirea Brăila   |  | 5-0 |
| 25 | Dacia Unirea Brăila   | Politehnica Timișoara |  | 0-3 |
| 26 | Universitatea Cluj    | Dacia Unirea Brăila   |  | 2-1 |
| 27 | Dacia Unirea Brăila   | Ceahlăul Piatra Neamț |  | 0-0 |
| 28 | UTA Arad              | Dacia Unirea Brăila   |  | 2-0 |
| 29 | Dacia Unirea Brăila   | Inter Sibiu           |  | 2-0 |
| 30 | Sportul Studențesc    | Dacia Unirea Brăila   |  | 2-1 |
| 31 | Farul Constanța       | Dacia Unirea Brăila   |  | 2-1 |
| 32 | Dacia Unirea Brăila   | Dinamo București      |  | 1-0 |
| 33 | Electroputere Craiova | Dacia Unirea Brăila   |  | 1-0 |
| 34 | Dacia Unirea Brăila   | Steaua București      |  | 2-5 |

 Clasamentul după 34 de etape se prezintă astfel: